# Necrobia violacea
Necrobia violacea är en skalbaggsart som först beskrevs av Carl von Linné 1758.  Necrobia violacea ingår i släktet Necrobia, och familjen brokbaggar. Arten är reproducerande i Sverige.

## Bildgalleri

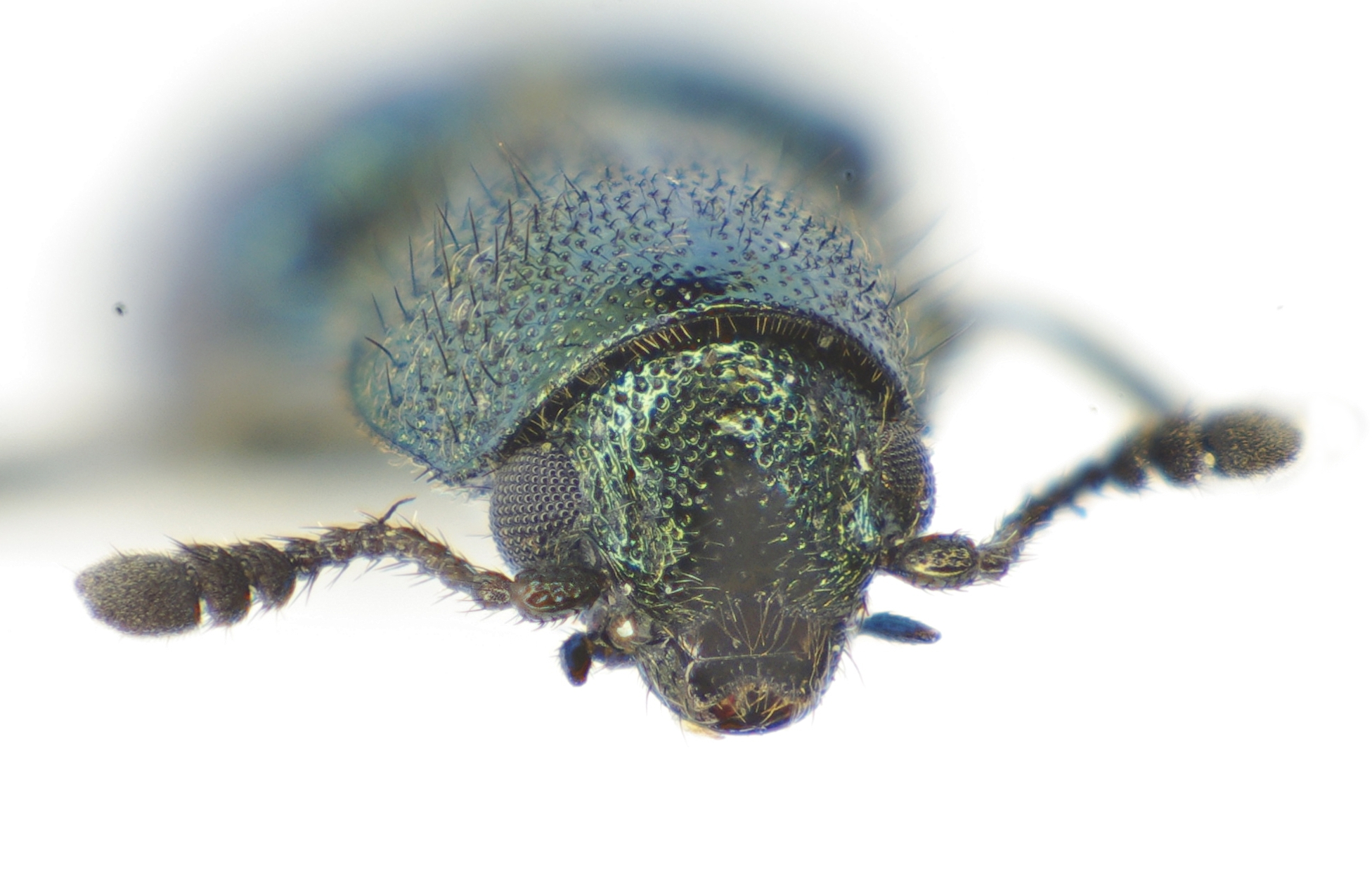
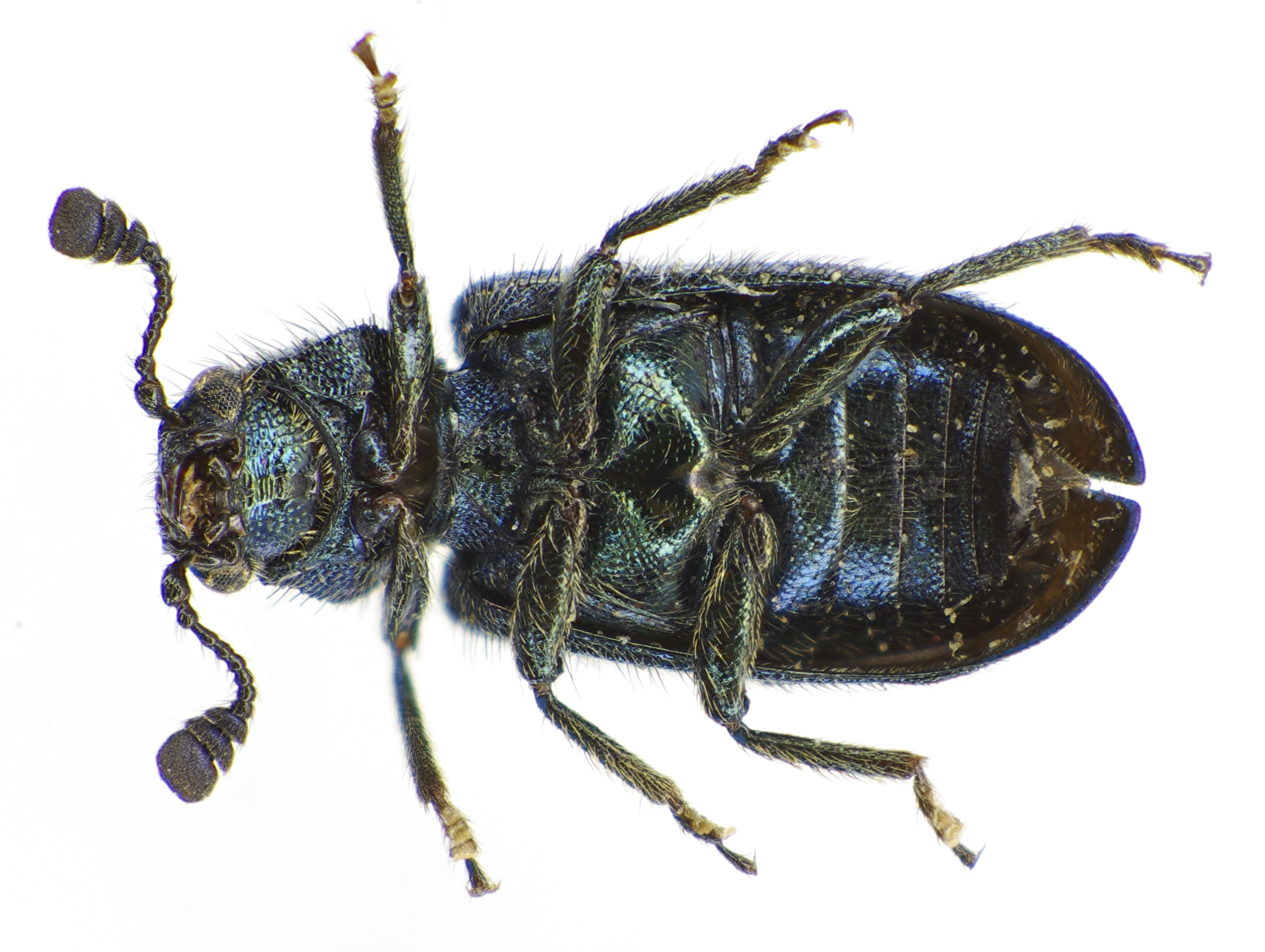
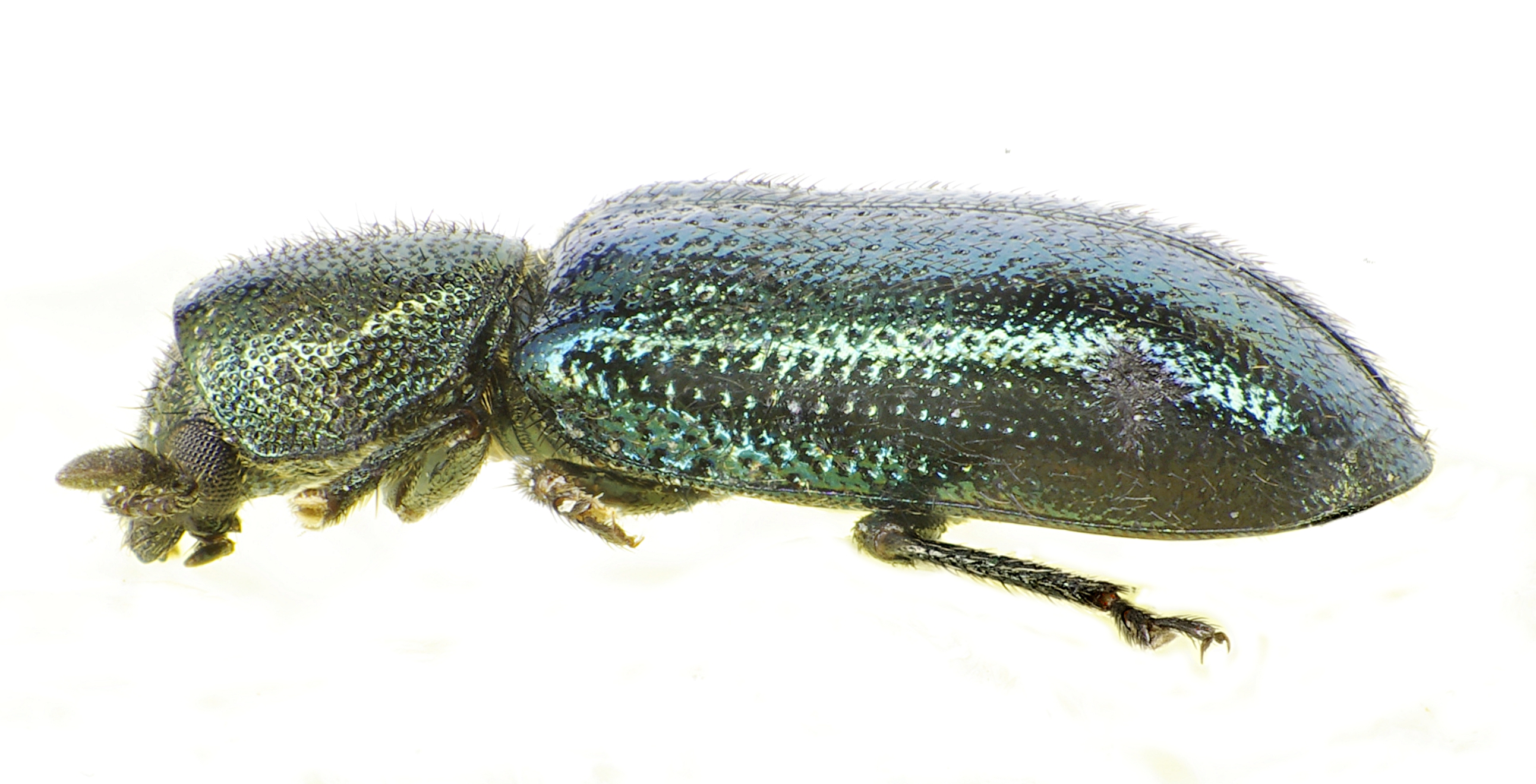
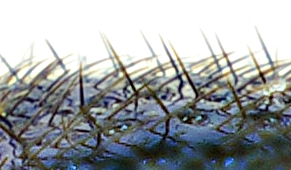
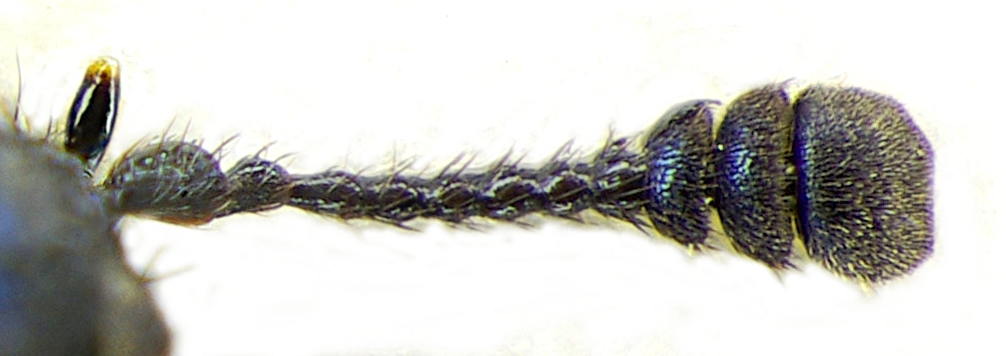
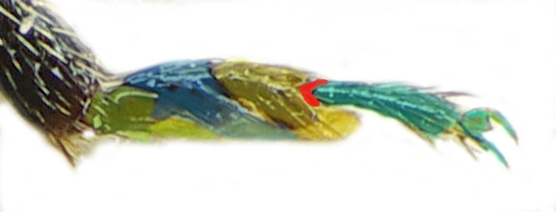